# Liste der Kulturdenkmäler in Becheln
In der Liste der Kulturdenkmäler in Becheln sind alle Kulturdenkmäler der rheinland-pfälzischen Ortsgemeinde Becheln aufgeführt. Grundlage ist die Denkmalliste des Landes Rheinland-Pfalz (Stand: 8. Dezember 2023).

## Einzeldenkmäler
| Bezeichnung              | Lage                 | Baujahr         | Beschreibung | Bild                           |
| ------------------------ | -------------------- | --------------- | --- | ------------------------------ |
| Evangelische Pfarrkirche | Kirchgasse 2 Lage    |                 | mittelalterlicher, wohl spätromanischer Westturm, gotischer Chor, zweiachsiges, im Kern gotisches Schiff, 1765 überformt | weitere Bilder Fotos hochladen |
| Schulhaus                | Schulstraße 26 Lage  | 1828            | ehemalige Schule; verputzter Fachwerkbau, angeblich von 1828 oder 1836                                                   | BW                             |
| Wohnhaus                 | Steinäckerweg 4 Lage | 18. Jahrhundert | verputztes Fachwerkhaus einer Hofanlage, teilweise massiv, wohl aus dem 18. Jahrhundert                                  | BW                             |